# جول كوندي
جول أوليفييه كوندي (بالفرنسية: Jules Olivier Koundé) (مواليد 12 نوفمبر 1998) هو لاعب كرة قدم فرنسي يلعب في مركزي قلب الدفاع والظهير الأيمن مع نادي برشلونة في الدوري الإسباني ومنتخب فرنسا لكرة القدم.

## مسيرته الكروية

### بوردو

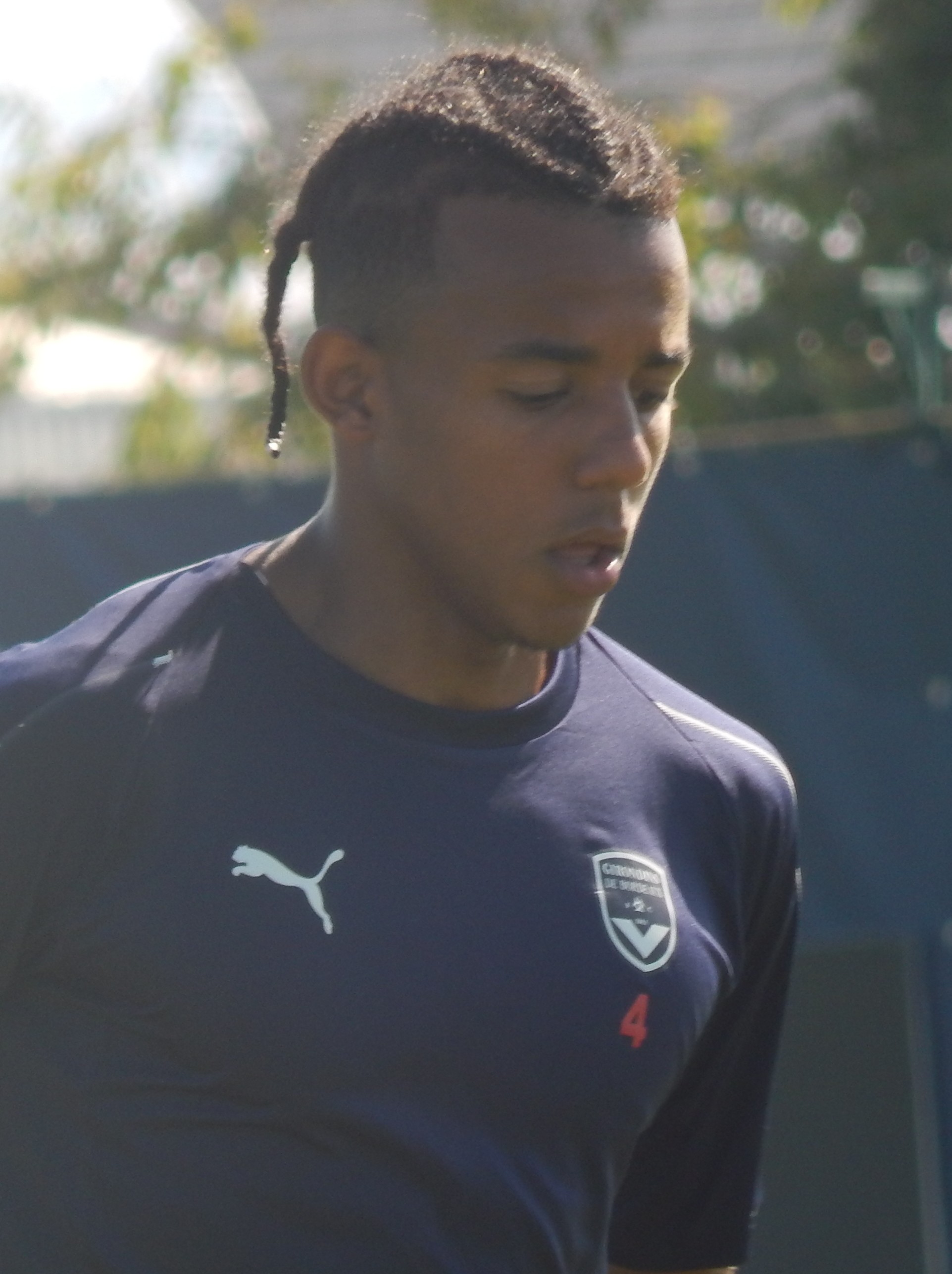
كوندي مع بوردو عام 2018

أول ظهور لكوندي مع بوردو كان عند الهزيمة من نادي غرانفيل في دور الـ64 من كأس فرنسا بنتيجة 2–1 في 7 يناير 2018 حيث لعب 90 دقيقة كاملة من الوقت الأصلي و30 كاملة من الوقت الإضافي. كان أول ظهور له في دوري الدرجة الأولى مع بوردو عند الفوز بنتيجة 1–0 خارج الأرض أمام تروا في 13 يناير 2018. في 10 فبراير 2018 سجل كوندي الهدف الافتتاحي للفوز 3–2 على الأرض في الدوري الفرنسي أمام أميان، كان هذا أول في مسيرته بالدوري الفرنسي والأول مع الفريق الأول.

### إشبيلية
في 3 يوليو 2019 وقع كوندي لنادي إشبيلية الإسباني قدمًا من بوردو بصفقة بلغت قيمتها 25 مليون يورو. في الموسم الأول له مع إشبيلية ساهم مع النادي للفوز بالدوري الأوروبي للمرة السادسة، وتم اختياره ضمن فريق المسابقة لذلك الموسم.
في 28 يوليو 2022 أعلن برشلونة اتفاقه مع إشبيلية للانتقال اللاعب.

## مسيرته الدولية
في 18 مايو 2021 تم استدعاء كوندي لقائمة المنتخب الفرنسي الأول من قبل ديدييه ديشان لبطولة أمم أوروبا 2020. ظهر كوندي لأول مرة مع المنتخب الأول في 2 يونيو 2021 في مباراة ودية أمام ويلز حيث دخل بديلًا لبنجامين بافار في الشوط الأول.
في 10 أكتوبر 2021 لعب مع فرنسا للفوز بنهائي دوري الأمم الأوروبية 2021 أمام إسبانيا.

## الإنجازات
إشبيلية
- الدوري الأوروبي: 2019–20

برشلونة
- الدوري الإسباني: 2022–23، 2024—25
- كأس ملك إسبانيا: 2024–25
- كأس السوبر الإسباني: 2023، 2025

فرنسا
- كأس العالم الوصيف: 2022
- دوري الأمم الأوروبية: 2021

الفردية
- تشكيلة الموسم في الدوري الأوروبي: 2019–20
- تشكيلة الموسم في الدوري الإسباني: 2021–22، 2022–23، 2024–25

## روابط خارجية
- جيل كوندي على موقع الاتحاد الأوربي (الإنجليزية)
- جيل كوندي على موقع رابطة كرة القدم الفرنسية للمحترفين (الإنجليزية)
- جيل كوندي على موقع إي إس بي إن إف سي (الإنجليزية)
- جيل كوندي على موقع قاعدة بيانات كرة القدم.إي يو (الإنجليزية)
- جيل كوندي على موقع ليكيب (الفرنسية)
- جيل كوندي على موقع ناشيونال فوتبول تيمز (الإنجليزية)
- جيل كوندي على موقع Soccerbase.com (لاعب) (الإنجليزية)
- جيل كوندي على موقع Soccerway.com (الإنجليزية)
- جيل كوندي على موقع عالم كرة القدم.نت (الإنجليزية)
- جيل كوندي على موقع كووورة